# Raymond Lavigne (journaliste)
Pour les articles homonymes, voir Raymond Lavigne.
Raymond Lavigne, né le 1er septembre 1922 au Bleymard et mort le 28 mars 2014 à Aurillac, est un journaliste et écrivain français.

## Biographie
Né au Bleymard en Lozère où son père, receveur des PTT est affecté, Raymond Jules François Lavigne passe son enfance à Bagnac-sur-Célé dans le Lot.
Il est instituteur à partir de 1941. Il s'engage dans la Résistance après s'être enfui d'Allemagne où il avait été envoyé dans le cadre du STO. Il confectionne des faux papiers et imprime des tracts. Lors de la libération de Paris, il combat dans les rangs de FTP, puis continue à se battre dans l'armée française jusqu'en Allemagne avec le grade de sergent. Il est décoré de la croix de guerre.
Il adhère au Parti communiste français à la Libération et devient en 1947 journaliste au quotidien Ce soir. Il intègre la rédaction de L'Humanité en 1953 ; grand reporter, il exercera plus tard la fonction de rédacteur en chef adjoint de l'hebdomadaire L'Humanité Dimanche.
En 1962, à Paris, il s'unit par le mariage avec Simone Gaffié, une parolière connue sous le pseudonyme de Serge Lebrail. Celle-ci sera l'autrice et coautrice de chansons interprétées par Fernandel, Dalida et bien d'autres,.
En 1977, le couple est séparé par la mort de Simone.
Raymond Lavigne a écrit des paroles de chansons, des romans policiers. Il est aussi l'auteur d’une opérette. Il rassemble ses souvenirs dans le livre Je suis un communiste heureux, affirmant : « Le PC est une œuvre à hauteur d’homme. Il est ce qui se fait de mieux, de plus sérieux, quand on veut prendre sa part dans la grande lutte du bonheur. Même avec des faiblesses. Même avec des erreurs ».

## Publications
- Voyage en pure Lune : juin 1942 - juin 1944, préface de René Lacôte, Raymond et Roger Piault, 1945
- Poèmes pour Henri Martin, Seghers, 1951
- Les Rigolos, avec Pascal Sevran, Authier, 1975
- Ça se corse pour l'Auvergnat, avec Simone Lavigne, Authier,1977
- L'Auvergnat est dans les pommes, avec Simone Lavigne, Authier, 1977
- L'Auvergnat n'aime pas la châtaigne, avec Simone Lavigne, Authier, 1977
- L'Auvergnat à l'Elysée, avec Simone Lavigne, Authier, 1977
- Salade niçoise pour l'Auvergnat, avec Simone Lavigne, Authier, 1977
- Sarlat, un art de vivre, Messidor, 1977
- L'Auvergnat marque un essai, avec Simone Lavigne, Authier, 1978
- L'Auvergnat, du plomb dans les tripoux, avec Simone Lavigne, Authier, 1978
- Je suis un communiste heureux, La Table Ronde, 1981
- Saint-Pierre-des-Corps ou la clarté républicaine, Messidor, 1988
- J'étais agent de liaison des FTPF, avec Cécile Ouzoulias-Romagon, Messidor, 1988
- Montataire. Debout depuis les Jacques, Messidor, 1990
- Balaruc-les-Bains. Une ville au pluriel, Messidor, 1991